# Никола Илиев (футболист)
Никола Илиянов Илиев е български футболист, който играе за Ботев Пловдив, както и за националния отбор на България.
Илиев е включен в списъка на The Guardian „Следващо поколение“ за 2021 г.

## Кариера
Илиев започва футболната си кариера в Аристон Русе и после преминава в Ботев Пловдив. Прави своя професионален дебют за отбора в мач от Първа лига срещу Славия София на 29 септември 2019 г. През юни 2020 г. преминава в Интер, подписвайки 4-годишен договор.
На 31 май 2022 г. Илиев вкарва победния гол за Интер до 19 г. срещу Рома до 19 г., което прави Интер шампион на Примаверата.
На 26 октомври 2022 г. отбеляза всичките 4 гола при победата на Интер с 4:2 срещу Виктория Пилзен в Младежката лига на УЕФА.
На 5 февруари 2023 г. е обявен за младежки футболист на България за 2022 г.
На 10 август 2023 г. преминава в ЦСКА 1948 под наем до края на сезона с опция за постоянен трансфер.

### Национален отбор
Илиев получава първата си повиквателна за националния отбор на България на 5 септември 2022 г., за мачовете от Лигата на нациите срещу Гибралтар и Северна Македония на 23 и 26 септември 2022 г. Дебютира в мача срещу Гибралтар на 23 септември, спечелен от България с 5:1 и се появява като резерва срещу Северна Македония, спечелен с 1:0 като гост.

## Успехи

### Индивидуални
- Млад футболист №1 на България: 2022[11]